# جیسون کنی
جیسون کنی (به انگلیسی: Jason Kenny) ورزشکار مرد رشتهٔ دوچرخه‌سواری اهل کشور بریتانیای کبیر است که در دوچرخه‌سواری پیست فعالیت می‌کند. وی در سه دورهٔ مسابقات المپیک (۲۰۰۸ تا ۲۰۱۶ میلادی) در مجموع ۷ مدال، شامل ۶ مدال طلا و ۱ نقره را کسب کرد.

## افتخارات
کنی در المپیک ۲۰۰۸ پکن در اسپرینت تیمی مدال طلا و در اسپرینت انفرادی مدال نقره را به دست آورد. در المپیک ۲۰۱۲ لندن نیز در هر دو ماده، مدال طلا را کسب کرد. او در المپیک ۲۰۱۶ ریو علاوه بر اسپرینت تیمی و انفرادی، در کیرین نیز مدال طلا را به گردن آویخت. هم‌چنین در مسابقات جهانی تاکنون ۳ مدال طلا در اسپرینت و کیرین به دست آورده‌است.